# Mochi Miyagi
Mochi Miyagi (en japonés: 宮城もち, Miyagi Mochi) (Prefectura de Miyagi, 21 de julio de 1986) es una luchadora profesional independiente japonesa conocida por participar en las promociones de Ice Ribbon y Pro Wrestling Wave.

## Carrera profesional

### Circuito independiente (2010–presente)
Como independiente, Miyagi es conocida por competir en múltiples promociones de la escena independiente japonesa. En JWP Recapture In Sendai, un evento promovido por JWP Joshi Puroresu el 6 de diciembre de 2015, derrotó a Yako Fujigasaki. En Oz Academy Fever's el 21 de marzo de 2018, hizo equipo con Hamuko Hoshi en un esfuerzo perdedor contra Mission K4 (Akino y Sonoko Kato). En un house show promovido por Marvelous That's Women Pro Wrestling el 17 de septiembre de 2018, hizo equipo con Cherry en un esfuerzo perdedor contra W-FIX (Chikayo Nagashima y Megumi Yabushita). En Seadlinnng Go! Niigata! el 3 de febrero de 2019, hizo equipo con Hamuko Hoshi como "Lovely Butchers" para derrotar a Matsuya Uno y Ryo Mizunami.
Miyagi compitió a menudo en promociones masculinas como talento joshi. En AJPW Super Power Series 2016 - Tag 3: SKIP Beat Kawaguchi Vol. 1, un evento promovido por All Japan Pro Wrestling el 22 de mayo de 2016, hizo equipo con Tsukushi en un esfuerzo perdedor contra Azure Revolution (Maya Yukihi y Risa Sera). En BJW Summer Ueno Pro-Wrestling Festival - Part 9, un evento promovido por Big Japan Pro Wrestling el 23 de agosto de 2016, hizo equipo con Maruko Nagasaki para derrotar a Tequila Saya y Tsukushi. En el Osaka Fans Thanksgiving Day el 3 de septiembre de 2017, hizo equipo con Idea en un esfuerzo perdedor contra Hamuko Hoshi y Yuya Susumu. En el Torneo Tenka-Ichi Junior 2018 de Pro Wrestling ZERO1 el 18 de noviembre, obtuvo una victoria contra Giulia. Después de salir del contrato con Ice Ribbon en enero de 2022, Miyagi se unió al nuevo stable formado Prominence y comenzó a trabajar principalmente como independiente desde entonces. En GLEAT G PROWRESTLING Ver. 15, un evento promovido por Gleat el 26 de enero de 2022, formó equipo con sus compañeras de stable Akane Fujita y Suzu Suzuki para derrotar a Madeline, Michiko Miyagi y Yukari Hosokawa como resultado de un combate por equipos de seis hombres.

### Ice Ribbon (2010-2022)
Miyagi es conocida por trabajar en Ice Ribbon durante más de una década. Hizo su debut en la lucha profesional en New Ice Ribbon #249 el 25 de diciembre de 2010, donde cayó ante Kazumi Shimouma. Miyagi desafió sin éxito a Risa Sera por el Campeonato ICE Cross Infinity en New Ice Ribbon #796 el 15 de abril de 2017. En New Ice Ribbon #1013 ~ RibbonMania 2019 el 31 de diciembre, participó en el combate de retiro de Tequila Saya, un combate de guante de 44 personas en el que también participaron Syuri, Tae Honma, Rina Shingaki, Itsuki Aoki, Kaori Yoneyama, Ken Ohka, Cherry, Manami Toyota, Lingerie Muto y muchos otros. Miyagi es ex campeona del International Ribbon Tag Team Championship, títulos que ha ganado en cuatro ocasiones. En el New Ice Ribbon #1037 del 25 de abril de 2020, cayó ante Tsukushi en un combate del torneo por el Campeonato IW 19. Miyagi desafió sin éxito a Risa Sera por el Campeonato ICE Cross Infinity en el New Ice Ribbon #796 del 15 de abril de 2017.
Miyagi a menudo compitió en eventos celebrados por Ice Ribbon en asociación con varias otras promociones. El 11 de noviembre de 2020, la promoción celebró el evento Ice Ribbon Vs. Shinjuku 2-chome Joshi Pro Wrestling con Miyagi compitiendo en el show de la tarde en una battle royal de 14 hombres ganada por Totoro Satsuki y en la que también participaron Akane Fujita, Asukama, Shinobu, Maika Ozaki, Ram Kaicho y otros. En el show nocturno volvió a competir en el mismo tipo de battle royal con las mismas participantes, esta vez ganada por Asukama. En el Ice Ribbon/AWG Ice Ribbon & Actwres girl'Z Joint Show del 16 de noviembre de 2020, hizo equipo con Michiko Miyagi para derrotar a Misa Matsui y Risa Sera.

### Pro Wrestling Wave (2015–presente)
Otra promoción en la que Miyagi es conocida por competir es Pro Wrestling Wave. Hizo su primera aparición en WAVE Young Oh! Oh! 14 el 30 de enero de 2015, donde hizo equipo con Sawako Shimono para derrotar a Fairy Nihonbashi y Yua Hayashi. Miyagi participó en varios de los eventos emblemáticos de la promoción, como el torneo Catch the Wave. Hizo su primera aparición en la edición de 2017 del evento, situándose en el bloque "Other Than" y sumando un total de seis puntos tras enfrentarse a Sareee, Rin Kadokura y Saki.

### World Wonder Ring Stardom (2012–presente)
Miyagi se alineó con Suzu Suzuki, Risa Sera, Akane Fujita y Hiragi Kurumi en el stable Prominence a finales de 2021 después de que su contrato con Ice Ribbon expirara, dejándolas como luchadoras independientes. Miyagi y el resto del stable hicieron su primera aparición en el primer pay-per-view de World Wonder Ring Stardom de 2022, el Stardom Nagoya Supreme Fight del 29 de enero, donde eligieron un combate con el stable Donna Del Mondo.

## Campeonatos y logros
- Ice Ribbon
  - International Ribbon Tag Team Championship (4 veces) – con Hamuko Hoshi (3) e Hiragi Kurumi (1)[26]